# Buck Leonard
Walter Fenner "Buck" Leonard (8 de septiembre de 1907 - idem 27 de noviembre de 1997) fue un jugador profesional de béisbol de Estados Unidos. Jugó en la Liga Negra Americana como primera base. Fue elegido para ingresar al Salón de la Fama en 1972 junto al que fuera su compañero de equipo por varios años Josh Gibson.

## Carrera profesional
Comenzó su carrera en la Liga Negra en 1933 con los Brooklyn Royal Giants, luego, pasó a los legendarios Homestead Grays en 1934, equipo con el que jugaría hasta su retiro en 1950. Los Grays de finales de los 30 hasta mediados de los 40, son considerados uno de los mejores equipos de cualquier liga. Leonard ocupaba el cuarto turno en el orden al bate del equipo detrás de Josh Gibson. De 1937 a 1945 los Grays ganaron 9 compeonatos consecutivos de la Liga Negra. Leonard lideró la liga en promedio de bateo en 1948 con .395, igualmente fue el líder de la liga en varias ocasiones en cuadrangulares o terminaba segundo detrás de Gibson.
En 1999, “The Sporting News” lo ubicó en el puesto 47 de la lista de los 100 mejores jugadores de béisbol de la historia (100 Greatest Baseball Players).